# Pont Pierre-Corneille
Le pont Pierre-Corneille est un pont routier sur la Seine à Rouen (Normandie).

## Situation et accès
Il se situe en aval du pont Mathilde et en amont du pont Boieldieu. 
Il relie la rive droite à la rive gauche en prenant appui sur l'île Lacroix. L'accès routier est ouvert au niveau de l'avenue Jacques-Chastellain.
Il permet le passage à deux voies de circulation pour automobiles ainsi que de deux trottoirs. La vitesse est limitée à 50 km/h. Sa présence permet la continuité de la route départementale 840 de l'axe Rouen - Verneuil-sur-Avre.

## Origine du nom
Il porte le nom de l'écrivain Pierre Corneille natif de Rouen.

## Historique

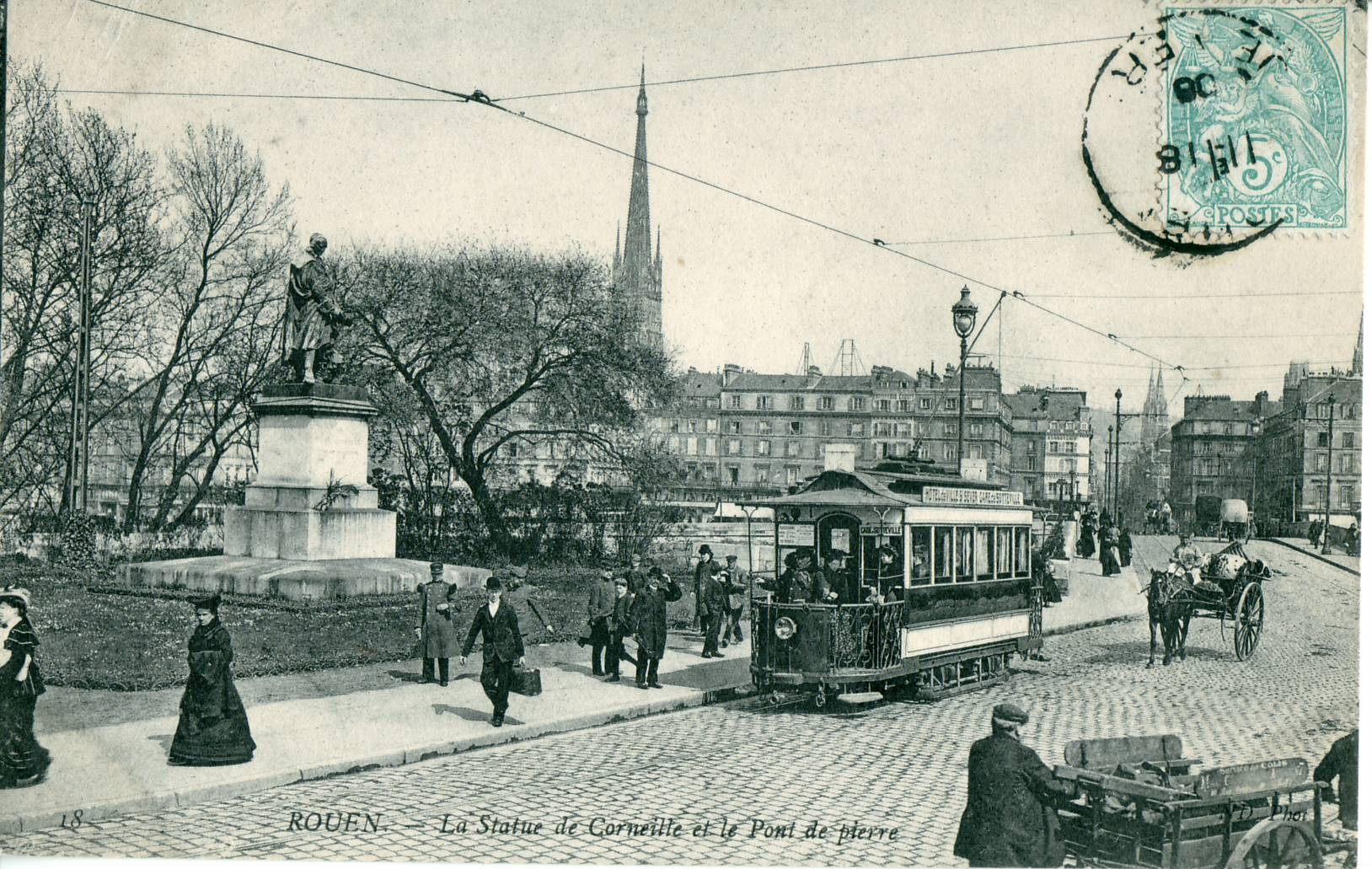
Le pont au tout début du XX.

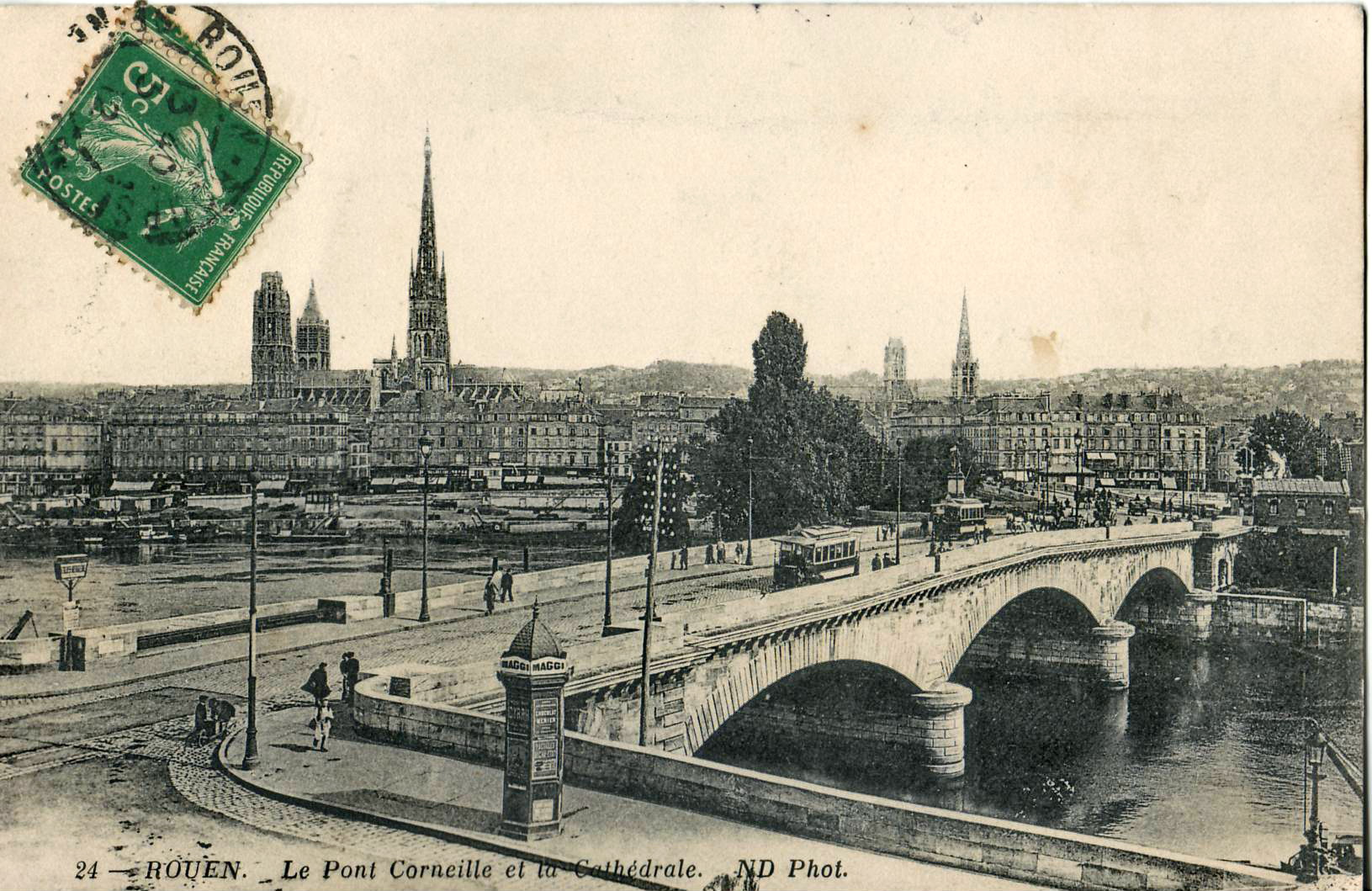
Autre vue du pont, à la même époque.

Le pont relie l'île Lacroix aux deux rives.

En 1789, un nouveau pont est projeté par l'ingénieur Lamandé et Pierre Drappier. Lors de sa visite en 1810, Napoléon Ier promet la création du pont de Pierre. Le chantier qui s'étend de 1813 à 1829 reçoit dès la première année la visite de l'impératrice Marie-Louise. Le quartier de l'île Lacroix doit son origine à l'établissement de ce pont. 
Le pont est composé de deux volées de trois arcades qui permettent d'enjamber le fleuve. À la pointe de l'île Lacroix, au milieu du pont, un terre-plein a été aménagé. Un phare de 15 mètres de haut y est dans un premier temps envisagé, puis l'obélisque de Louqsor, et enfin une colonne commémorant la prise du Trocadéro. Finalement, en 1834, c'est une statue en bronze de Corneille par Pierre-Jean David d'Angers, qui est installée.
Appelé « pont de Pierre » lors de sa construction, il prit plusieurs noms au fil du temps : le « pont Circonflexe » (du fait de sa forme), le « pont d'Angoulême », le « pont d'Orléans » en 1830 avant de devenir le « pont Corneille » en 1848.
Le 9 juin 1940, le Génie français le détruit lors de l'entrée de l'armée allemande dans la ville.
Reconstruit en tant que « pont Pierre-Corneille », l'ouvrage d'art est inauguré le 19 juillet 1952 par André Morice, ministre, Jean Mairey, préfet de la Seine-Inférieure, et Jacques Chastellain, maire de Rouen. Le garde-corps a été conçu par Raymond Subes.
La statue de Corneille est installée devant le Théâtre des Arts.